# Moody Glacier
Moody Glacier är en glaciär i Antarktis. Den ligger i Östantarktis. Nya Zeeland gör anspråk på området. Moody Glacier ligger 2 075 meter över havet.
Terrängen runt Moody Glacier är varierad, och sluttar söderut. Trakten är obefolkad. Det finns inga samhällen i närheten. 